# Mitsugi Saotome
Mitsugi Saotome Senseï (ja), né le 7 mars 1937, est un des principaux disciples japonais d'aïkido de Morihei Ueshiba. 
Il a étudié pendant plus de 15 ans à l'Aikikaï de Tokyo auprès du fondateur, comme un de ses derniers "Uchi Deshi". 
Professeur à  l'Hombu Dojo pendant de nombreuses années, il émigre aux États-Unis en 1975 pour, en utilisant ses paroles, "répondre au désir exprimé par O Senseï de développer l'Aïkido dans le monde". Il a créé l'Aikikaï de Washington DC où il est professeur. Il fonda ensuite l'organisation Aikido Schools of Ueshiba qui regroupe de nombreux dojos aux États-Unis. Maître Saotome se déplace régulièrement au Canada, en Amérique du Sud et en France où il anime des stages.
Il a ouvert récemment un nouveau dojo Aikido Shrine Dojo, à Myakka City, près de Sarasota, en Floride, et prépare la création d'une Université Internationale pour assurer la formation d'enseignants de haut niveau.
Il est l'auteur de nombreux ouvrages comme : "Nature et harmonie", "Les principes de l'Aïkido" publiés dans de nombreuses langues (anglais, français, portugais, etc).
Il vit aux États-Unis.
Il anime chaque année, depuis 1991, un stage international d'une semaine au Vigan, dans le Gard. 